# دان وود (لاعب كرة قدم)
دان وود (بالإنجليزية: Dan Wood)‏ هو لاعب غولف ولاعب كرة قدم ومدرب كرة قدم أمريكي، ولد في 21 مايو 1946 في إلميرا في الولايات المتحدة.

## وصلات خارجية
- دان وود على موقع رابطة لاعبي الغولف المحترفين (الإنجليزية)